# Lenovo
Lenovo (联想) est une entreprise chinoise fabriquant principalement des ordinateurs, téléphones, stations de travail, serveurs informatiques et télévisions connectées. Fondée en 1984 par Liu Chuanzhi, la marque s'est fait connaître mondialement en 2005 lorsqu'elle a racheté la division informatique personnelle d'IBM, devenant ainsi le premier constructeur mondial de PC.

## Histoire

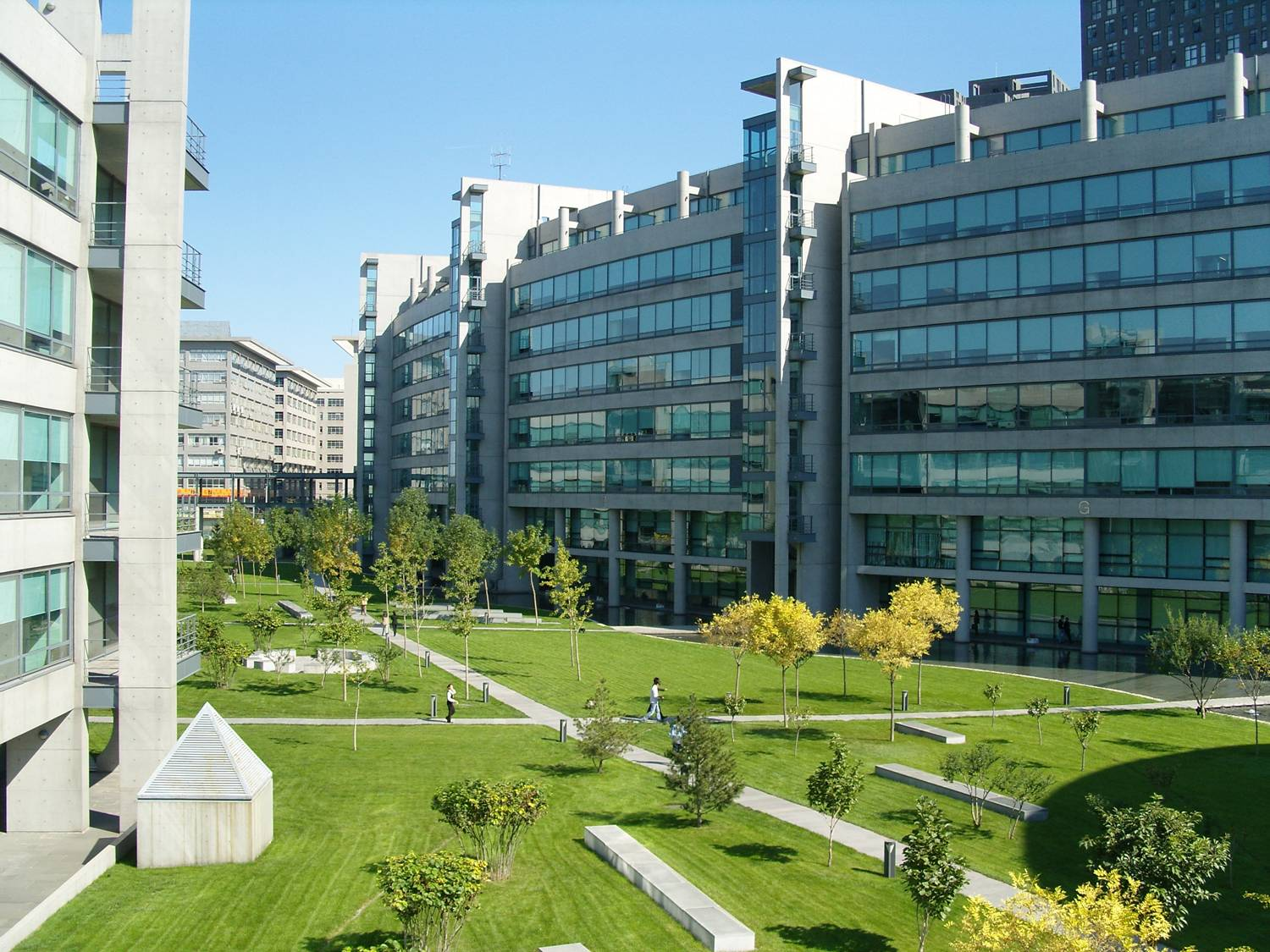
Campus Lenovo de R&D à Pékin.

L'entreprise utilisait comme précédente marque à l'international, Legend, mais celle-ci a dû être abandonnée, car elle était déjà utilisée par d'autres entreprises en Occident. En chinois, la marque se désigne chinois simplifié : 联想集团有限公司 ; chinois traditionnel : 聯想集團有限公司 ; pinyin : Liánxiǎng jítuán yǒuxiàngōngsī. Depuis 2003, l'entreprise est internationalement rebaptisée « Lenovo », mot hybride issu de Legend (Légende), et de « Novo », faussement latin (en fait « novus », nouveau). Le nom chinois reste 联想 (prononciation pinyin : Lián xiǎng), constitué de 联 (contact, joindre) et 想 (penser, croire) et qui peut être traduit par « association d'idées », comportant également une idée de créativité.
En 2005, Lenovo acquiert la branche « ordinateurs personnels » d'IBM, ce dernier souhaitant s'en séparer pour se recentrer sur les services et les solutions informatiques, pour 1,25 milliard de dollars. Les ordinateurs sont estampillés Lenovo, mais conservent le nom de ThinkPad.
L'Académie chinoise des sciences, donc l'État chinois, reste le plus grand actionnaire avec 15 % du capital, devant les fonds d’investissement américains entrés à l'occasion de la fusion avec la branche ordinateurs personnels d'IBM.

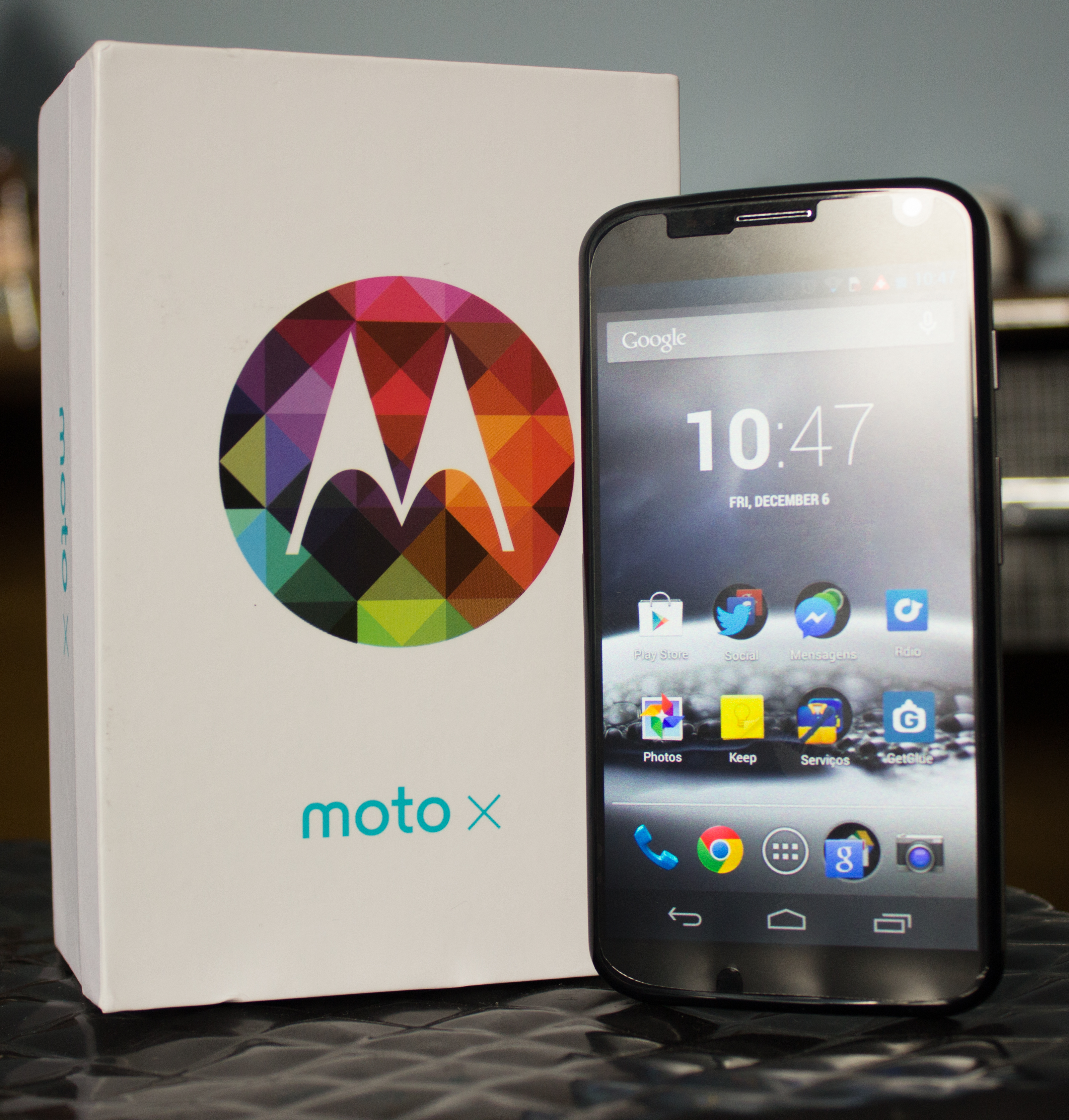
Moto X.

William Amelio a été le PDG du groupe entre 2005 et 2008. Licencié pour résultats déficitaires, il a été remplacé par Yang Yuanqing.
Le 17 janvier 2010 marque un partenariat avec le japonais NEC.
Le 3 janvier 2011, le fabricant d'ordinateurs dévoile le Lenovo Enhanced Experience 2.0, qui permet de démarrer et éteindre plus rapidement l'ordinateur.
Lenovo achète l'allemand Medion AG en juin 2011, pour 800 millions de dollars, en maintenant la marque Medion.
En 2013, Lenovo devient le premier constructeur de PC au monde par unités vendues, devant HP.
En janvier 2014, Lenovo acquiert une partie de la branche serveur d'IBM pour 2,3 milliards de dollars, IBM gardant les activités serveur à haute valeur ajoutée.
Le 29 janvier 2014, Larry Page, directeur général de Google, annonce la vente de Motorola Mobility à Lenovo pour 2,91 milliards de dollars.
Le 19 février 2015, Lenovo a reconnu avoir inséré un adware (logiciel de publicité) parmi plusieurs de ses modèles d'ordinateurs vendus partout dans le monde. Ce logiciel était chargé de la diffusion de publicités indésirables au sein des différents navigateurs web, le logiciel est aussi capable d'intercepter les données transitant par le biais d'une connexion sécurisée ainsi que de remplacer les certificats des sites visités par ses propres certificats.
En août 2015, Lenovo annonce la suppression de 3 200 postes, soit près de 5 % de ses effectifs, après l'annonce de résultats décevants.
En novembre 2017, Lenovo annonce l'acquisition d'une participation de 51 % dans l'activité de fabrication d'ordinateur de Fujitsu pour 269 millions de dollars.
En avril 2023, Lenovo propose l'application du service d'abonnement de jeux vidéo Utomik. Tous les nouveaux clients qui achèteront certains ordinateurs Lenovo auront accès à un abonnement de 12 mois au service de Utomik.

## Principaux actionnaires
Au 13 janvier 2020 :
| Legend Holdings Corporation              | 29,1 % |
| Union Star Ltd. (Kayman Islands)         | 7,54 % |
| Yuan Qing Yang                           | 5,96 % |
| Invesco Advisers                         | 2,24 % |
| The Vanguard Group                       | 1,72 % |
| FIL Investment Management (Hong Kong)    | 1,58 % |
| JPMorgan Asset Management (Asia Pacific) | 1,47 % |
| Fidelity Management & Research           | 1,44 % |
| BlackRock Fund Advisors                  | 1,40 % |
| Ivy Investment Management                |        |

## Logo

Logo de Lenovo de 1984 jusqu'en 2003.
Logo de Lenovo de 2003 jusqu'en 2015.
Logo actuel depuis 2015.

## Produits

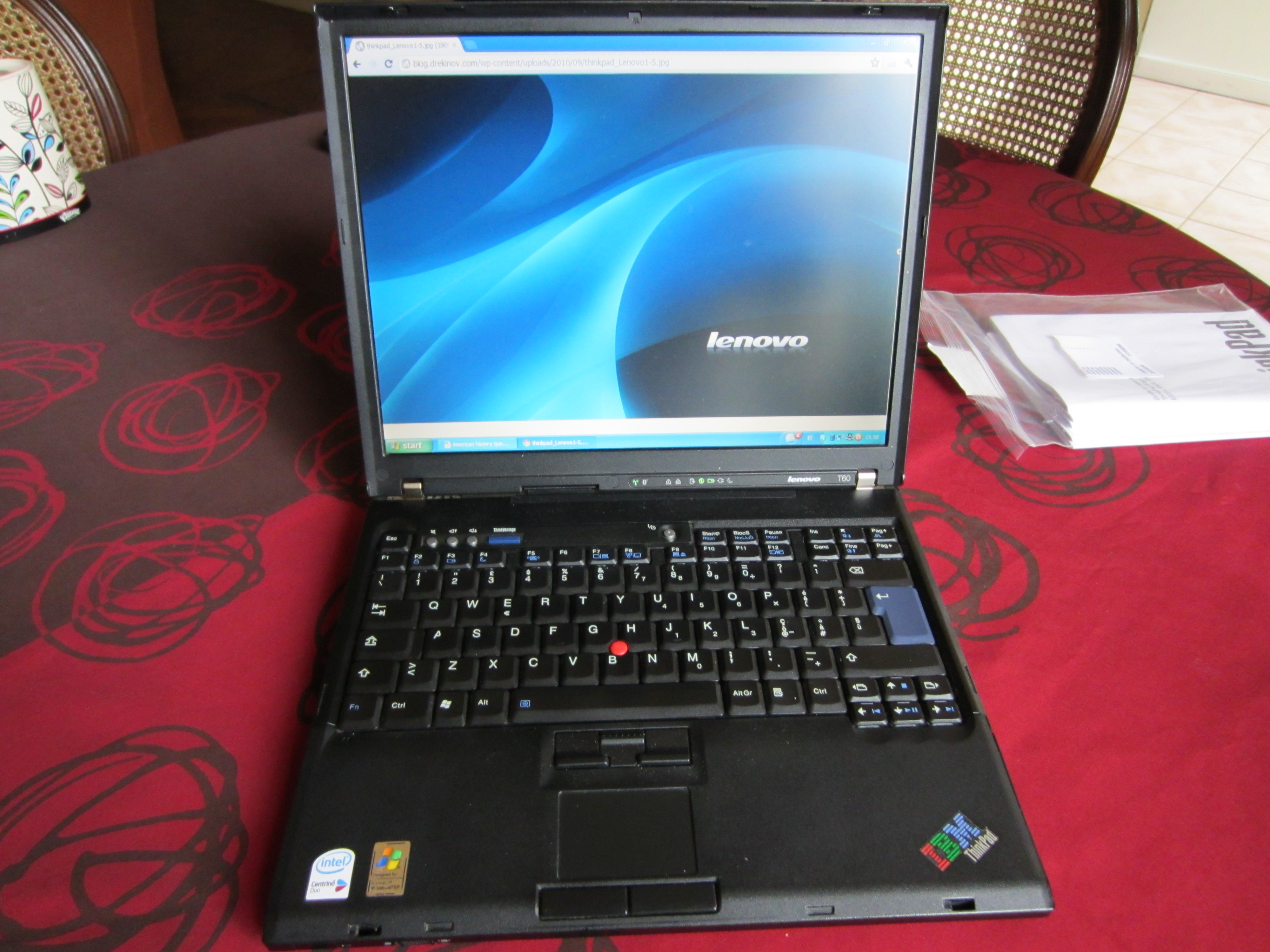
Lenovo ThinkPad T60.
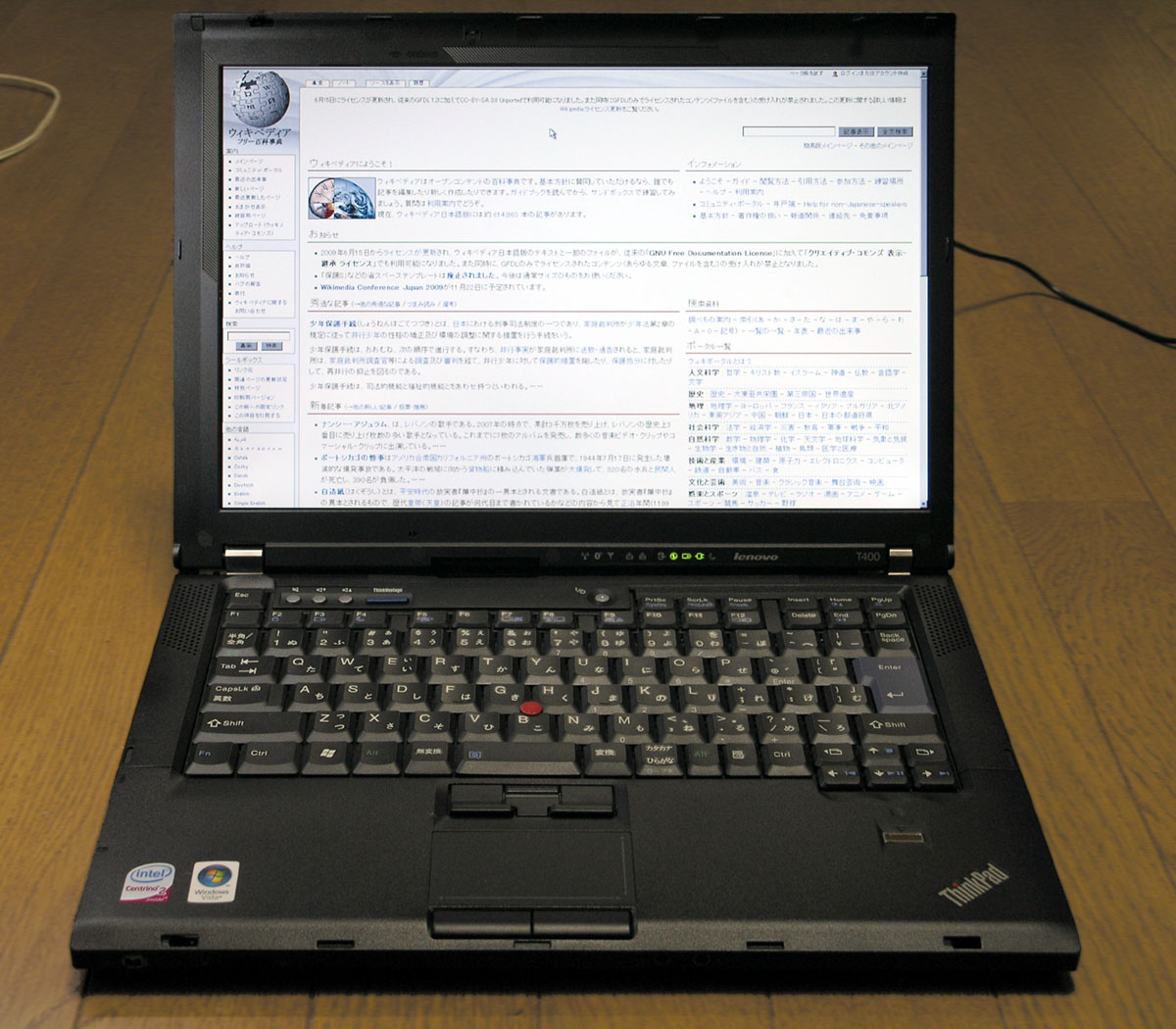
Lenovo Thinkpad T400.
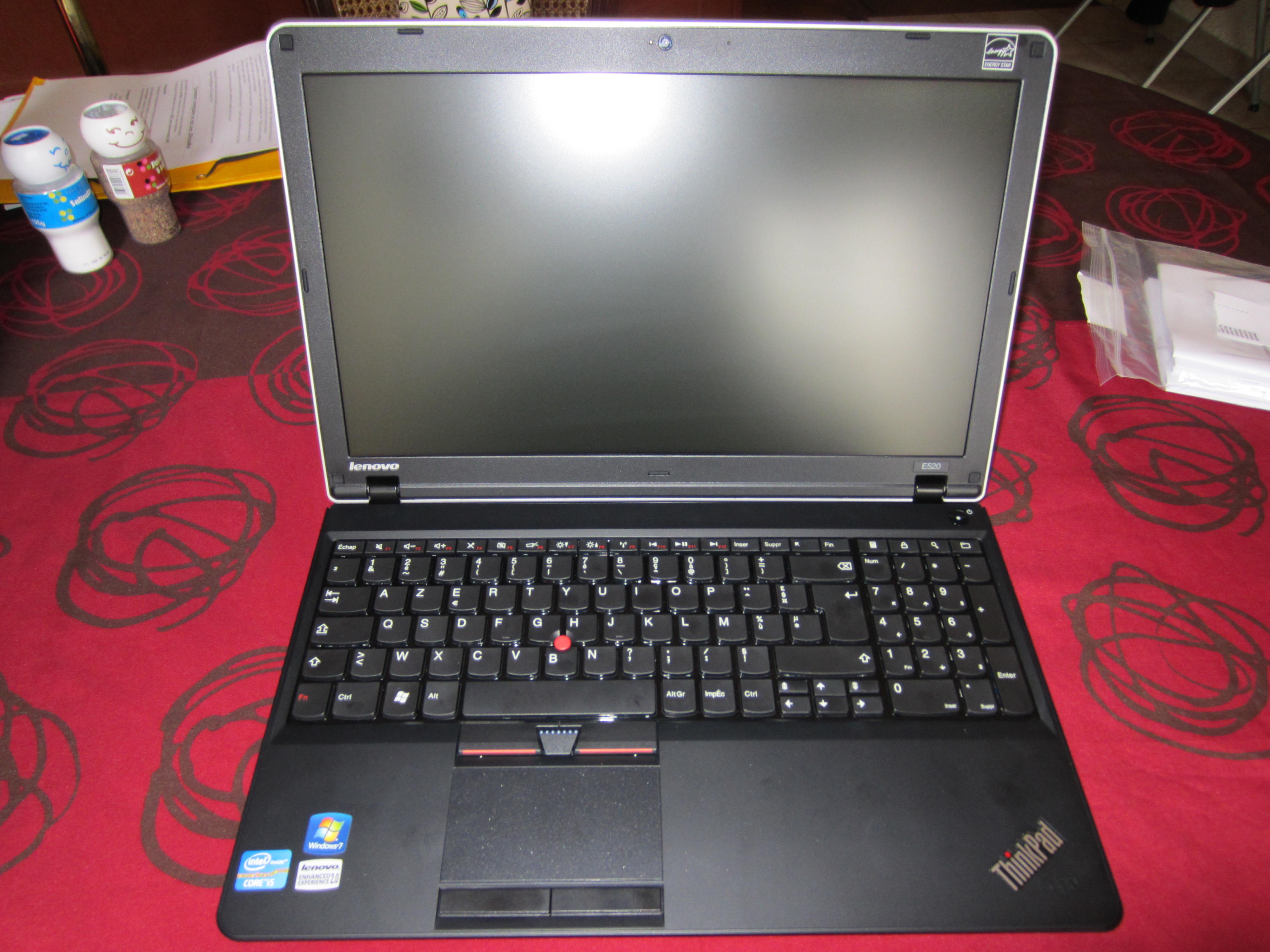
Lenovo ThinkPad E520.
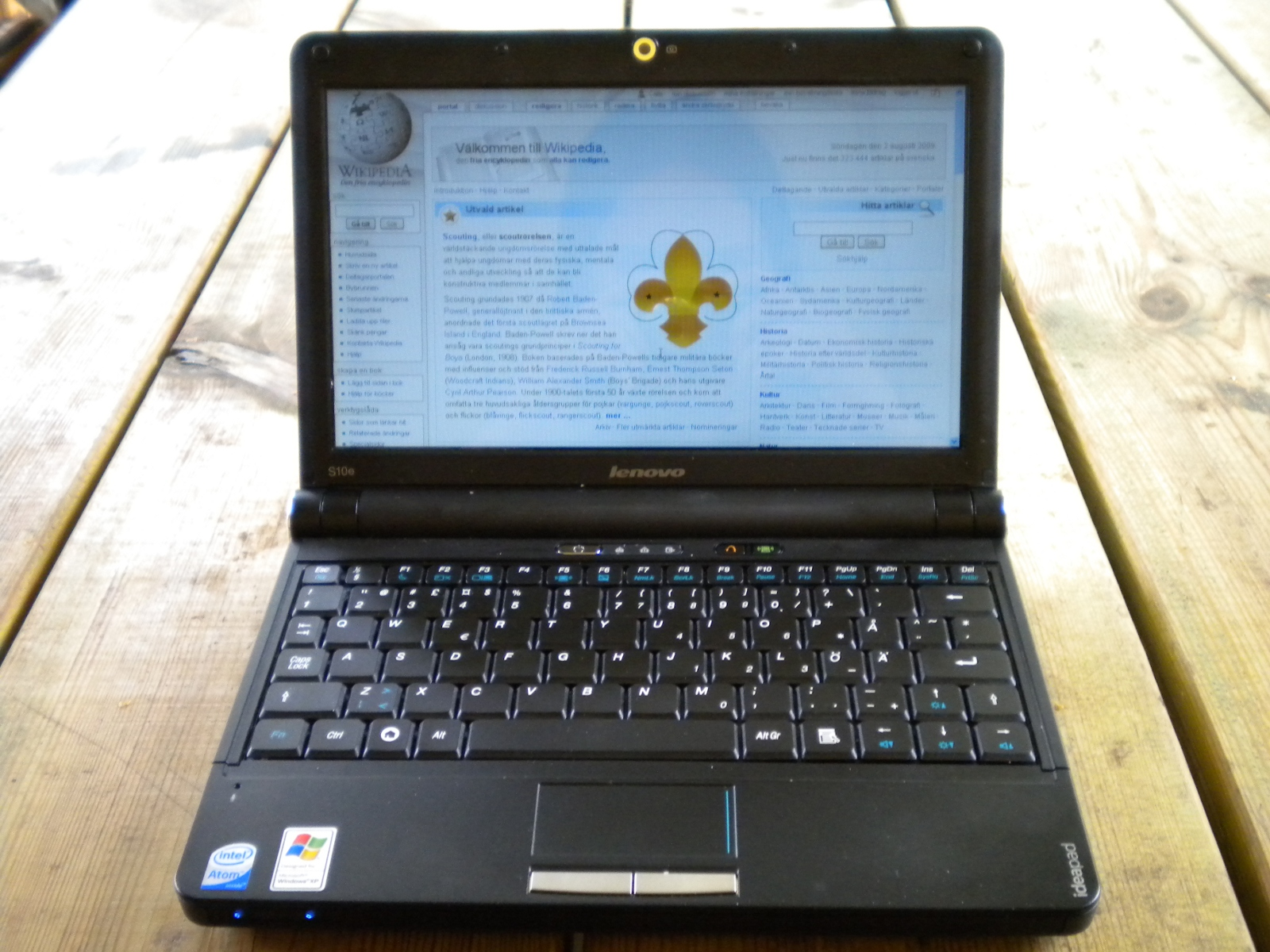
IdeaPad S10e.
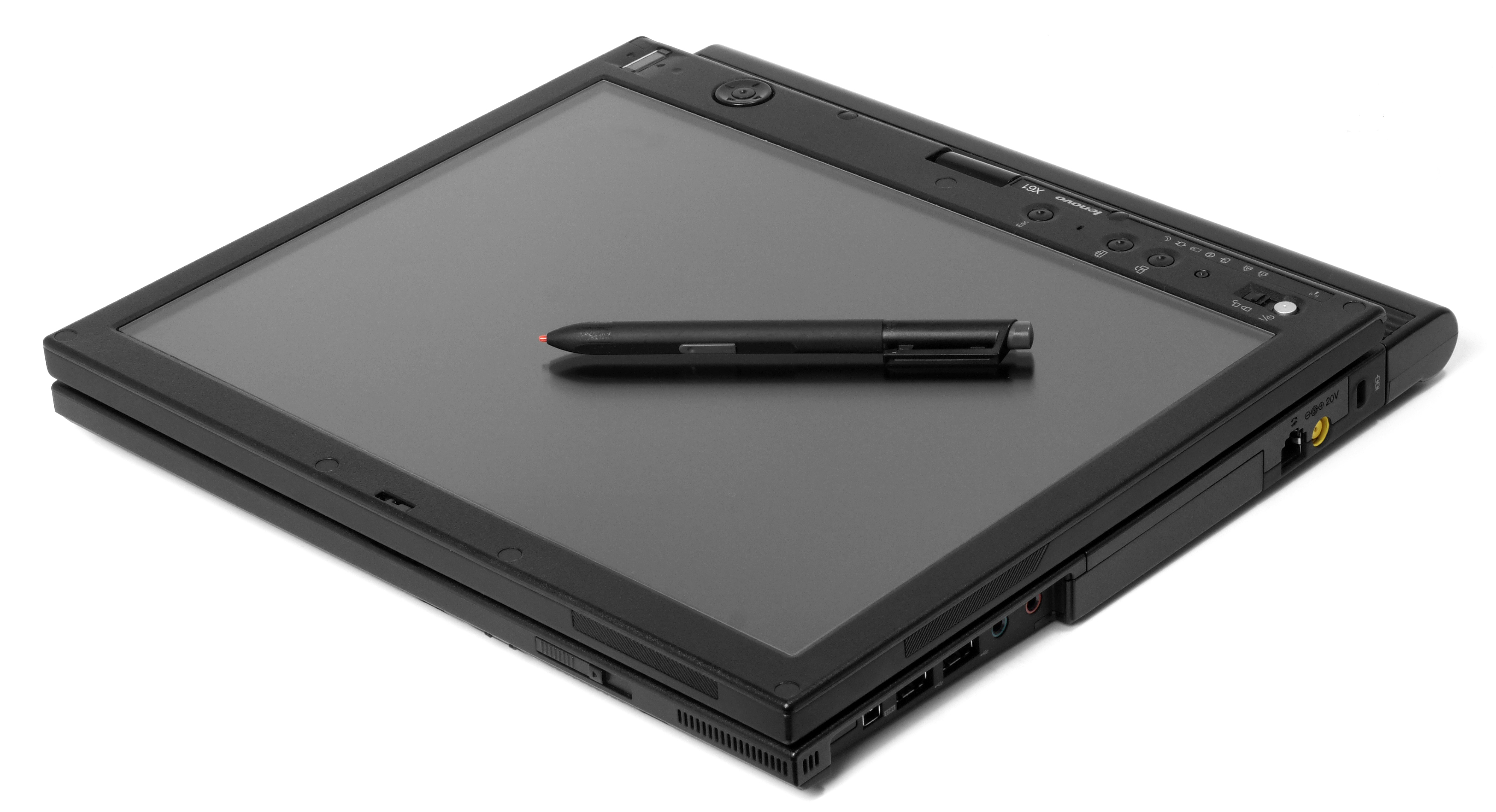
Tablette tactile X61.
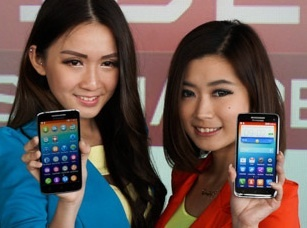
Un Lenovo Vibe X ordiphone.
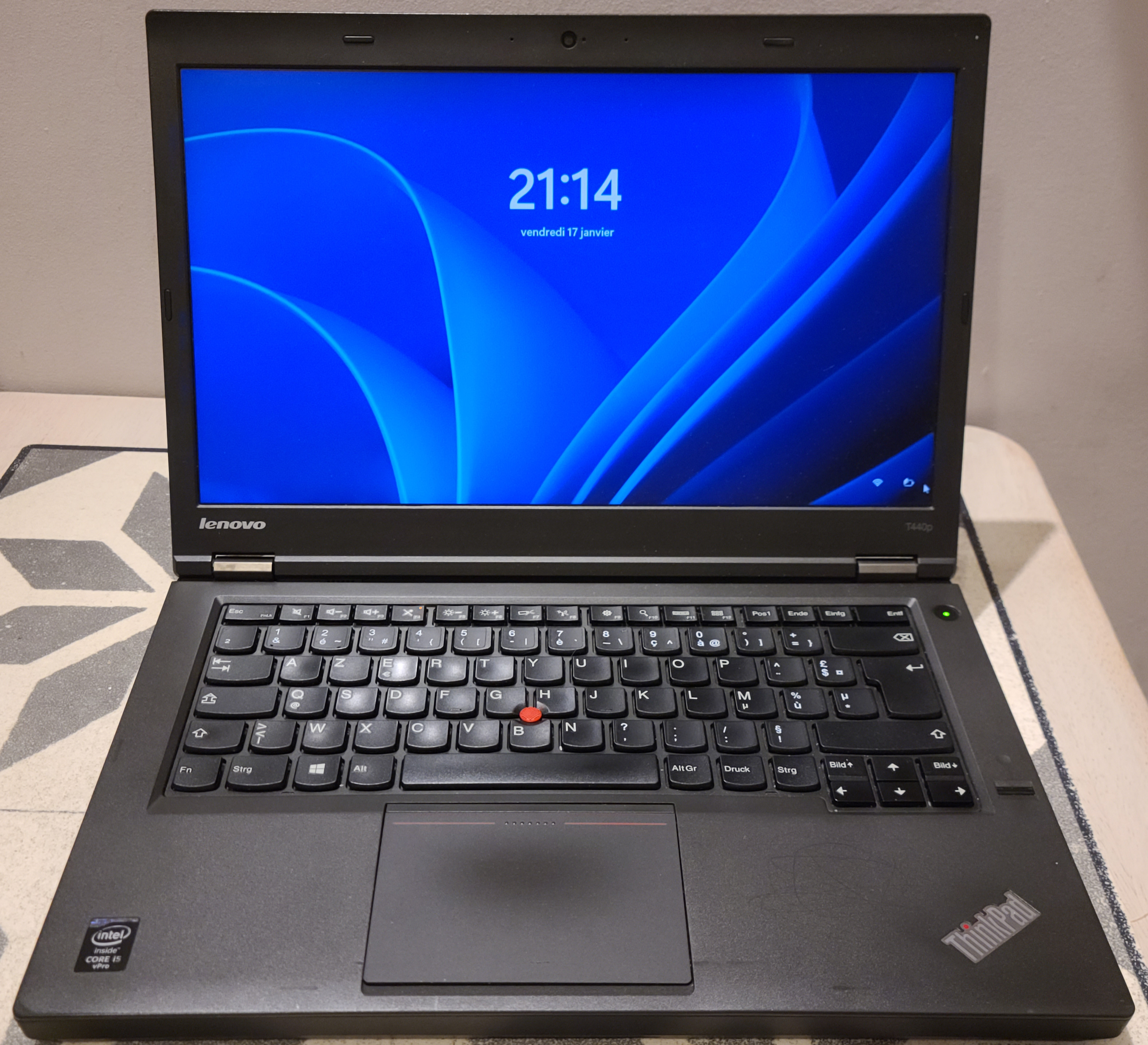
Lenovo T440P sous Windows 11.

Le 24 juillet 2014, lors de la conférence Lenovo NBD, la marque chinoise annonce son intérêt pour les lunettes connectées en présentant le Lenovo C1, un modèle de lunettes pouvant venir directement concurrencer les Google Glass.
Lenovo propose un réveil intelligent nommé Smart Clock Essential qui permet de passer plus facilement à l'heure d'hiver.
En 2025, Google a présenté une nouvelle intelligence artificielle intégrée aux Chromebook Plus de Lenovo. Ces derniers auront donc, nativement, des fonctions avancées (dont simplification de texte, recherche visuelle avec Google Lens et édition d’images par IA) fonctionnant sans besoin de connexion à Internet, pour plus de confidentialité. Le Chromebook Plus 14 intègrera une puce MediaTek Kompanio Ultra avec un NPU capable de 50 TOPS, pour concurrencer les PC Copilot+ de Microsoft.

## Controverses

### Superfish
En février 2015, Lenovo est sujet à controverse pour avoir intégré  « Superfish », un logiciel identifié comme un adware, sur ses ordinateurs portables. Superfish est une extension pour navigateurs Internet qui injecte des publicités dans les résultats des moteurs de recherche. Afin d'intercepter les communications chiffrées avec HTTPS, l'extension a également installé un certificat auto-signé. Lorsque la clé privée de Superfish a été compromise, il a également été découvert que la même clé privée était utilisée sur toutes les installations du logiciel, ce qui laissait tous les utilisateurs vulnérables,. Un utilisateur malintentionné pouvait intercepter le contenu de toutes les pages HTTPS visitées par un ordinateur Lenovo ayant Superfish installé. Lenovo a obtenu entre 200 000 $ et 250 000 $ grâce à son accord avec Superfish. Lenovo a été condamnée à une amende de 3 500 000 $ par la Federal Trade Commission pour ce dossier.

### Lenovo Service Engine
D'octobre 2014 à juin 2015, le firmware UEFI de certains modèles Lenovo ont contenu le programme  « Lenovo Service Engine » (LSE). Selon la firme chinoise, le programme leur envoie automatiquement des informations systèmes non-identifiables la première fois que la machine se connecte à Internet et installe automatiquement le programme  « Lenovo OneKey Optimizer » sur les ordinateurs portables, qui est considéré comme un bloatware. Ce processus est exécuté également sur une nouvelle installation de Windows. Le programme a été automatiquement installé en utilisant une nouvelle fonctionnalité de Windows 8, Windows Platform Binary Table (WPBT), qui permet de stocker des fichiers exécutables au démarrage dans le firmware UEFI. Le programme a été interrompu après la découverte de certaines vulnérabilités du logiciel, mais également, car il ne respectait plus les nouvelles directives de WPBT,,.

### Lenovo Accelerator
En juin 2016, un rapport de Duo Labs déclare que Lenovo continue d'installer des bloatwares, dont certains avec des failles de sécurité apparaissant dès le démarrage de l'ordinateur. Lenovo a conseillé à ses utilisateurs de supprimer le programme  « Lenovo Accelerator ». Selon le constructeur, le programme, conçu pour  « accélérer le chargement » des applications Lenovo, a créé une vulnérabilité de type de l'homme du milieu.